# Линеен двигател
Линейният двигател е вид двигател, който осигурява движение в една равнина, което може да бъде еднопосочно или постъпателно-възвратно. Електродвигател, на който статорът е с разгъната намотка, създава надлъжно магнитното поле (индуктор или работно тяло), а другият елемент взаимодейства с полето и е изпълнен под формата на направляващ релса (котва), осигуряващ линейното движение на двигателя. Има разработени различни видове линейни двигатели. Предимство на тези двигатели е липсата на въртящи се компоненти или те са по-малко натоварени според приложението им, отколкото в един стандартен ротационен двигател или механизъм. Най-голямо разпространение в електротранспорта имат асинхронните и синхронните линейни двигатели за големи линейни премествания, но се използват и линейни двигатели за постоянен ток и линейни стъпкови двигатели. Последните се използват основно за получаване на малки движения на работните органи и осигуряването на голяма точност. Особеност при линейните двигатели е трудността да се намали ефекта от слепване на работното тяло с направляващия елемент, което е нежелан ефект. За целта някои линейни двигатели се изработват с двустранен индуктор или работно тяло, като така магнитните сили се уравновесяват, докато друго решение е работното тяло или само направляващото да бъде без наличие на феромагнитни материали. Както всички останали електрически машини, и линейният електродвигател може да работи като генератор.

## Асинхронен линеен двигател
Асинхронният линеен двигател най-често е трифазен, което подобрява ефективността му. Възможно е и двуфазно изпълнение с дефазиращ кондензатор. За работното тяло се използват поне три намотки за всяка фаза, положени в специален магнитопровод. Направляващият елемент е като съединена накъсо намотка или представлява плътна метална плоскост (често алуминий), в която се индуцира полето.
Този тип двигател най-често се използва в обществения транспорт. Обикновено неподвижният направляващ елемент е солидна металната плоскост (алуминий или стомана), следваща трасето, а индукторът е работното тяло в самите вагони. Този тип двигатели не може самостоятелно да осигури подемна сила на превозното средство. Транспортните системи за различни цели имат различни изисквания към линейния двигател.

## Синхронен линеен двигател
Принципът му е подобен на стандартния синхронен двигател. Скоростта на движение ще зависи от броя полюси и честота на тока.

## Стъпков линеен двигател
Подобен като конструкция със синхронния, но работи с по-голяма прецизност и по-ниска скорост. Използва се много в копирните машини, скенери и 3D принтери.

## Линейни двигатели с голямо и малко ускорение
Всички линейни двигатели могат да се разделят на две категории:
- двигатели с малко ускорение
- двигатели с голямо ускорение.

Двигателите с малко ускорение се използват в металообработващи машини и в друго технологично оборудване в промишлеността.
Двигателите с голямо ускорение са неголеми по дължина и се използват, за да ускорят обекта до голяма скорост. Примерно при влаковете маглев.
Също и при електромагнитните оръдия.. Използват се често за високоскоростни стълкновения, като например тестване на автомобилите за зоната на деформация.

## Приложение в компютрите
Линейните двигатели получават най-масовото си използване в твърдия диск за позициониране на магнитните глави. Статорът (неподвижната част) на този линеен двигател са постоянни най-често неодимови магнити. Подвижната част (роторът) на двигателя е бобина, изработена обикновено от емайлиран проводник, направляваща за прецизно позициониране и блок магнитни глави. Към бобината се подава електрически ток с необходимия поляритет и амплитуда. Електрическият сигнал се подава през гъвкава печатна платка или гъвкав лентов кабел. За да бъде времето за позициониране минимално, масата (теглото) на подвижната част на линейния двигател с блока магнитни глави трябва да бъде минимална. Това се постига чрез използването на олекотени части, изработени от леки метални сплави.
За първи път фирмата Memorex използва в своя разработка на дисково устройство линеен електрически двигател за позиционирането на магнитните глави. Това е изделие Memorex 630, пуснато на пазара през юни 1968 г. По аналогия с работата на високоговорителя го наричат „мотор-шпулка“. С това решение фирмата създава едно от най-надеждните дискови устройства в света по това време. Фирма IBM въвежда това решение много по-късно.